# Giacomo Foresti
Giacomo Foresti (Solto Collina, 1º novembre 1918 – ...) è stato un calciatore italiano, di ruolo centrocampista.

## Carriera
Fu campione provinciale di nuoto, Pentathlon e salto. Cresce e debutta con il Sebinia Lovere, da cui approda poi all'Atalanta, che decide di ingaggiarlo dopo averlo notato in un'amichevole contro la propria squadra Riserve; con la maglia neroazzurra esordisce poi in Serie B.
Con i bergamaschi ottiene una promozione nella massima serie, fa l'esordio in Serie A a Trieste il 13 ottobre 1940 nella partita Triestina-Atalanta (3-3). Viene successivamente ceduto alla Cremonese, dove con i grigio-rossi disputa due stagioni ed ottiene il ritorno nella serie cadetta prima della sospensione dei campionati dovuta alla seconda guerra mondiale.
Con la fine della seconda guerra mondiale si laurea in chimica industriale presso l’Università di Milano, per poi intraprendere una carriera imprenditoriale di successo in vari settori, e per ultimo in quello siderurgico.

## Palmarès

### Club

#### Competizioni nazionali
- Serie B: 1

Atalanta: 1939-1940
- Serie C: 1

Cremonese: 1941-1942